# Municipio de Ulricehamn
Ulricehamn (en sueco: Ulricehamns kommun) es un municipio en la provincia de Västra Götaland, al suroeste de Suecia. Su sede se encuentra en la ciudad de Ulricehamn. El municipio actual se creó en 1974 cuando la antigua ciudad de Ulricehamn se fusionó con tres antiguos municipios rurales (establecidos a través de la fusión de entidades más pequeñas en 1952).

## Localidades
Hay 12 áreas urbanas (tätort) en el municipio:
| #  | Tätort     | Población |
| -- | ---------- | --------- |
| 1  | Ulricehamn | 11 219    |
| 2  | Timmele    | 809       |
| 3  | Dalum      | 670       |
| 4  | Hökerum    | 659       |
| 5  | Gällstad   | 573       |
| 6  | Vegby      | 552       |
| 7  | Blidsberg  | 550       |
| 8  | Marbäck    | 494       |
| 9  | Nitta      | 370       |
| 10 | Rånnaväg   | 334       |
| 11 | Trädet     | 305       |
| 12 | Hulu       | 239       |